# Mona Lisa z Isleworth
Mona Lisa z Isleworth – obraz będący być może pierwszą wersją portretu Mona Lisy. Jego powstanie datuje się na przełom XV i XVI wieku i choć nie jest to pewne, przypuszcza się, że jego autorem mógł być Leonardo da Vinci.  

## Historia
W 1913 roku angielski kolekcjoner sztuki, Hugh Blaker odkrył w miejscowości Bath na południowym zachodzie Anglii obraz łudząco przypominający słynną Mona Lisę. Znajdował się on w domu pewnego arystokraty, którego rodzina była w jego posiadaniu od prawie stu lat. Blaker doszedł do wniosku, że Leonardo da Vinci musiał namalować dwa portrety Lisy Gherardini; jeden znajdował się w Luwrze, a drugi szerzej nieznany pozostawał w Bath. Odkupił więc obraz i zabrał go do swojego domu w Isleworth na przedmieściach Londynu, skąd wzięła się jego obecna nazwa.
Według biografa da Vinci, Giorgio Vasariego Leonardo rozpoczął malowanie Mona Lisy w 1503 roku, ale nigdy jej nie ukończył. Jednakże w pełni gotowy  obraz pojawił się w 1517 roku, niedługo przed śmiercią artysty. Jest prawie pewne, że to właśnie on znajduje się obecnie w Luwrze. Zwolennicy autentyczności Mony Lisy z Isleworth uważają, że jest ona niedokończonym dziełem Leonarda i stanowi pierwowzór późniejszego obrazu.
Po śmierci Blakera trafił on do kolekcji Henry’ego F. Pulitzera, który w swojej książce Where is the Mona Lisa?  przytoczył historyka sztuki Giovanniego Lomazzo, który w Trattato dell'arte della Pittura Scultura ed Architettura opublikowanym w 1584 roku napisał o Giocondzie i Mona Lisie. Gioconda to alternatywne określenie Mona Lisy znajdującej się w Luwrze. Pulitzer zasugerował, że może to być dowód na istnienie dwóch odrębnych obrazów.
Podczas II wojny światowej płótno wywieziono do Stanów Zjednoczonych. Po powrocie do Europy rozpoczęto nad nim badania w celu ustalenia autora, jednak nie przyniosły one ostatecznego rozstrzygnięcia. W latach 60. obraz na czterdzieści lat trafił do bankowego sejfu. W 2008 roku kupiła go grupa szwajcarskich inwestorów, którzy zlecili jego szczegółowe analizy.
27 września 2012 roku, po kilkudziesięciu latach został on zaprezentowany publicznie.

## Charakterystyka
Olej na płótnie, 86,0 x 64,5 cm. Choć obie Mona Lisy są do siebie bardzo podobne różnią się kilkoma szczegółami. Mona Lisa z Isleworth jest szersza, a po obu jej stronach znajdują się kolumny, które na obrazie z Luwru są widoczne tylko fragmentarycznie. Pojawiły się więc sugestie, że płótno mogło zostać przycięte, jednak eksperci którzy je badali w latach 2004–2005 uznali, że jest ono nienaruszone. Ponadto twarz Mona Lisy z Isleworth jest młodsza o około 10 lat, co doprowadziło do spekulacji, że jest to wcześniejsza wersja słynnego obrazu, a Gherardini dwukrotnie pozowała artyście. Obraz nie ma również dokończonego tła, które zawiera mniej szczegółów niż płótno z Luwru. Pulitzer na tej podstawie wysnuł wniosek, że portret częściowo jest dziełem Leonarda, który je porzucił, więc zostało dokończone przez kogoś innego.  

## Kontrowersje
Przez długi czas Mona Lisa z Isleworth była uznawana za doskonałą kopię oryginalnej Mona Lisy, którą wykonał być może jeden z uczniów Leonarda. Wielu badaczy i historyków sztuki odrzucało bowiem hipotezę, według której miałby on namalować dwa obrazy Lisy Gherardini.
Zlecone przez szwajcarskich właścicieli szczegółowe badania wykazały, że płótno pochodzi z lat 1410-1455, co teoretycznie wyklucza autorstwo Leonarda, który urodził się w 1452 roku. Możliwe jednak, że wykorzystał on do pracy stare płótno. Z drugiej strony badania farb potwierdziły, że pochodzą one z jego czasów, a analiza kolorów oraz przebieg światłocieni dowiodły, że są one niemal identyczne jak na obrazie z Luwru. Alfonso Rubino, znawca technik Leonarda, na podstawie charakterystycznej dla niego geometrii oraz analizie pociągnięć pędzla wykazał, że oba dzieła wyszły spod jego ręki.
Mimo to, z uwagi na brak jednoznacznych dowodów co do autorstwa Mona Lisy z Isleworth jej autentyczność wciąż jest dyskusyjna. Wątpliwości budzą także teorie Henry’ego F. Pulitzera, który posiadał obraz. W napisanej oraz wydanej przez siebie książce Where is the Mona Lisa? usilnie starał się udowadniać, że obraz jest dziełem Leonarda. Przytaczał w niej opinie różnych ekspertów i znawców sztuki oraz wyniki badań laboratoryjnych mających potwierdzać jego spekulacje, jednakże nie przedstawił szczegółów w jaki sposób oraz przez kogo zostały one wykonane.  